# 妹尾真則
妹尾 真則（せのお まさのり）は、日本の予備校講師。代々木ゼミナール英語科講師。京都大学文学部哲学科卒業。『ピラミッド英文法』（代々木ライブラリー）の著者。『全国大学入試問題正解』（旺文社）の著者の1人。4児の父親。愛称は「春の峠少年☆どーどーちゃん」。家族・同僚・生徒からは、「どーどーちゃん」と呼ばれている。

## 経歴
京都大学文学部哲学科卒業。専門はドイツ現代哲学。3年間の世界放浪の後、大学院に2年間。
得意分野は語学。英語の他にスペイン語、フランス語、ドイツ語を得意とし、テレビ・ラジオでの通訳経験がある。

### 代ゼミ講師として
毎年入試時期に行われる解答速報で中心的に活動。他の予備校が間違えた超難問の解答も難なくこなし、解答速報の質が高いと評される。東京大学・京都大学・名古屋大学などの入試研究会や代ゼミ教育総合研究所を通した教員セミナーなどでも好評を博し代々木ゼミナールの京大入試プレや京大予想問題の作成を行ない、入試問題を的中させたことも多い。